# Тугуни
Тугуни́ (рос. Тугуны) — присілок у складі Котельницького району Кіровської області, Росія. Входить до складу Біртяєвського сільського поселення.
Населення становить 1 особа (2010).